# Euro Hockey League 2013/2014
De Euro Hockey League 2013/2014 was het zevende seizoen van de Euro Hockey League.

## Opzet
Net als in voorgaande jaren zullen in de eerste ronde 24 teams in acht groepen van drie tegenover elkaar staan. De nummers één en twee gaan door naar de tweede ronde. Daarvoor wordt een groepswinnaar gekoppeld aan een nummer 2. Vervolgens zijn er kwartfinales, halve finales en de finale. Het grote verschil met voorgaande jaren is dat de knock-outfase in zijn geheel in het paasweekend zal worden afgewerkt, waarbij de finale op 21 april 2014 (Tweede Paasdag) gespeeld gaat worden. Dit heeft te maken met WK hockey 2014 mannen en vrouwen dat in Den Haag plaatsvindt.

## Data
De finale wordt gespeeld op Sportpark Aalsterweg in Eindhoven, de thuisbasis van Oranje Zwart.

### Poulefase
- 11 t/m 13 oktober 2013: Barcelona, Spanje (Poules D, E, F, G)
- 25 t/m 27 oktober 2013: Lille, Frankrijk (Poules A, B, C, H)

### Knock-outfase
- 16 t/m 21 april 2014: Eindhoven, Nederland

## Deelnemers
De landen mochten afhankelijk van hun positie op de in juni 2013 gepubliceerde ranglijst van de EHL drie, twee of één ploeg laten deelnemen aan de Euro Hockey League, hieronder een overzicht van de deelnemende ploegen.
| Land            | Deelnemende ploegen                                   |
| 3 teams         | 3 teams                                               |
| --------------- | ----------------------------------------------------- |
| 1. Nederland    | HC Rotterdam, MHC Oranje Zwart, SV Kampong            |
| 2. Duitsland    | Rot-Weiss Köln, Uhlenhorst Mülheim, Harvestehuder THC |
| 3. België       | Waterloo Ducks, RC Bruxelles, KHC Dragons             |
| 4. Engeland     | Beeston HC, Surbiton HC, Reading HC                   |
| 2 teams         |                                                       |
| 5. Spanje       | Real Club de Polo, Club de Campo                      |
| 6. Rusland      | HC Dinamo Kazan, Dinamo Elektrostal                   |
| 7. Polen        | WKS Grunwald Poznań, AZS Politechnika Poznanska       |
| 8. Frankrijk    | St Germain HC, Lille MHC                              |
| 1 team          |                                                       |
| 9. Schotland    | Kelburne HC                                           |
| 10. Oostenrijk  | SV Arminen                                            |
| 11. Wit-Rusland | Stroitel Brest                                        |
| 12. Wales       | Cardiff & Met                                         |

### Ronde 1 (poulefase)
- 11 t/m 13 oktober 2013: Barcelona, Spanje (Poules D, E, F, G)
- 25 t/m 27 oktober 2013; Lille, Frankrijk (Poules A, B, C, H)

#### Groep A
| Team         | Gespeeld | W | G | V | DV | DT | DS | Pnt |
| ------------ | -------- | - | - | - | -- | -- | -- | --- |
| HC Rotterdam | 2        | 2 | 0 | 0 | 8  | 2  | +6 | 10  |
| Reading HC   | 2        | 1 | 0 | 1 | 4  | 4  | 0  | 5   |
| Lille MHC    | 2        | 0 | 0 | 2 | 1  | 7  | -6 | 0   |

| 25 oktober 2013 17:00 UTC+2                                                             |                  |                     |                                                     |
| HC Rotterdam                                                                            | 4:1 (1:1)        | Lille MHC           | Lille Scheidsrechters: Andrew Kennedy Jakub Mejzlik |
| 34 (sc)' Jeroen Hertzberger 54 (ed)' Matthias Dierckens (GK) 62', 69 (sc)' Jeffrey Thys | Wedstrijdverslag | 31' Alexis Fourcroy | Lille Scheidsrechters: Andrew Kennedy Jakub Mejzlik |

| 26 oktober 2013 14:30 UTC+2                                  |                  |                       |                                                   |
| HC Rotterdam                                                 | 4:1 (1:0)        | Reading HC            | Lille Scheidsrechters: Ben Göntgen Warren McCully |
| 14' Frans Hagemans 41', 53' Björn Kellerman 56' Seve van Ass | Wedstrijdverslag | 54 (sb)' Jonty Clarke | Lille Scheidsrechters: Ben Göntgen Warren McCully |

| 27 oktober 2013 17:00 UTC+2                       |                  |           |                                                     |
| Reading HC                                        | 3:0 (1:0)        | Lille MHC | Lille Scheidsrechters: Bart de Liefde Jakub Mejzlik |
| 16 (sc)', 39 (sc)' Richard Mantell 64' Tom Carson | Wedstrijdverslag |           | Lille Scheidsrechters: Bart de Liefde Jakub Mejzlik |

#### Groep B
| Team           | Gespeeld | W | G | V | DV | DT | DS  | Pnt |
| -------------- | -------- | - | - | - | -- | -- | --- | --- |
| SV Kampong     | 2        | 2 | 0 | 0 | 18 | 2  | +16 | 10  |
| Rot-Weiss Köln | 2        | 1 | 0 | 1 | 7  | 5  | +2  | 6   |
| Stroitel Brest | 2        | 0 | 0 | 2 | 1  | 19 | -18 | 0   |

| 25 oktober 2013 12:00 UTC+2                                                                      |                  |                           |                                                    |
| Rot-Weiss Köln                                                                                   | 5:1 (3:0)        | Stroitel Brest            | Lille Scheidsrechters: Warren McCully Andres Ortiz |
| 17 (sc)', 22 (sc)', 34 (sc)' Jan-Marco Montag 39 (sc)' Tom Grambusch 62 (sc)' Henning Huttermann | Wedstrijdverslag | 44 (sc)' Ivan Kisialevich | Lille Scheidsrechters: Warren McCully Andres Ortiz |

| 26 oktober 2013 12:00 UTC+2 |                  |                |                                                    |
| SV Kampong | 14:0 (6:0)       | Stroitel Brest | Lille Scheidsrechters: Andres Ortiz Vincent Clause |
| 3', 11', 42', 43', 52' Constantijn Jonker 10 (sc', 39 (sc)' Roderick Weusthof 17' Philip Meulenbroek 22 (sc)' Martijn Havenga 30', 51' Thierry Brinkman 45', 59' Robbert Kemperman 62' Quirijn Caspers | Wedstrijdverslag |                | Lille Scheidsrechters: Andres Ortiz Vincent Clause |

| 27 oktober 2013 12:00 UTC+2                           |                  |                                                                          |                                                      |
| Rot-Weiss Köln                                        | 2:4 (0:2)        | SV Kampong                                                               | Lille Scheidsrechters: Andrew Kennedy Vincent Clause |
| 61 (sc)' Henning Huttermann 63 (sc)' Jan-Marco Montag | Wedstrijdverslag | 3' Quirijn Caspers 26 (sc)', 36' Roderick Weusthof 40' Robbert Kemperman | Lille Scheidsrechters: Andrew Kennedy Vincent Clause |

#### Groep C
| Team                       | Gespeeld | W | G | V | DV | DT | DS | Pnt |
| -------------------------- | -------- | - | - | - | -- | -- | -- | --- |
| Waterloo Ducks             | 2        | 2 | 0 | 0 | 6  | 2  | +4 | 10  |
| Uhlenhorst Mülheim         | 2        | 1 | 0 | 1 | 4  | 3  | +1 | 6   |
| AZS Politechnika Poznanska | 2        | 0 | 0 | 2 | 1  | 6  | -5 | 1   |

| 25 oktober 2013 09:30 UTC+2                                                 |                  |                            |                                                      |
| Waterloo Ducks                                                              | 3:1 (0:1)        | AZS Politechnika Poznanska | Lille Scheidsrechters: Bart de Liefde Benjamin Mauss |
| 41)' Maxime Bertrand 45' Alexandre de Paeuw 61 (sc)' Alexander de Saedeleer | Wedstrijdverslag | 7' Krzysztof Kmiec         | Lille Scheidsrechters: Bart de Liefde Benjamin Mauss |

| 26 oktober 2013 09:30 UTC+2                        |                  |                            |                                                      |
| Uhlenhorst Mülheim                                 | 3:0 (1:0)        | AZS Politechnika Poznanska | Lille Scheidsrechters: Andrew Kennedy Benjamin Mauss |
| 23 (sc)', 61' Thilo Stralkowski 53' Tobias Matania | Wedstrijdverslag |                            | Lille Scheidsrechters: Andrew Kennedy Benjamin Mauss |

| 27 oktober 2013 09:30 UTC+2                                              |                  |                         |                                                    |
| Waterloo Ducks                                                           | 3:1 (1:0)        | Uhlenhorst Mülheim      | Lille Scheidsrechters: Andres Ortiz Warren McCully |
| 8 (sc)' Alexander de Saedeleer 39' Gauthier Boccard 43' John-John Dohmen | Wedstrijdverslag | 60 (sc)' Tobias Matania | Lille Scheidsrechters: Andres Ortiz Warren McCully |

#### Groep D
| Team              | Gespeeld | W | G | V | DV | DT | DS  | Pnt |
| ----------------- | -------- | - | - | - | -- | -- | --- | --- |
| Harvestehuder THC | 2        | 2 | 0 | 0 | 12 | 3  | +9  | 10  |
| Beeston HC        | 2        | 1 | 0 | 1 | 5  | 4  | +1  | 6   |
| Cardiff & Met     | 2        | 0 | 0 | 2 | 2  | 12 | -10 | 1   |

| 11 oktober 2013 12:00 UTC+2              |                  |                      |                                                       |
| Beeston HC                               | 3:1 (2:0)        | Cardiff & Met        | Barcelona Scheidsrechters: Thomas Lingg Michiel Otten |
| 33', 68' Samuel Ward 34' James Blackwell | Wedstrijdverslag | 66' Owain Dolan Gray | Barcelona Scheidsrechters: Thomas Lingg Michiel Otten |

| 12 oktober 2013 09:30 UTC+2 |                  |                  |                                                             |
| Harvestehuder THC | 9:1 (3:1)        | Cardiff & Met    | Barcelona Scheidsrechters: Colin Hutchinson Georgios Makris |
| 5', 70' Johan Björkman 18 (sc)' Michael Körper 21' Christopher Borchard 43 (sc)' Moritz Fuhrmann 51' Nicolas Spooner 53' Tim Linsmeier 57' Sebastian Feller 66' Paul Pongs | Wedstrijdverslag | 30' Daffyd Tomos | Barcelona Scheidsrechters: Colin Hutchinson Georgios Makris |

| 13 oktober 2012 09:30 UTC+2                |                  |                                                |                                                                  |
| Beeston HC                                 | 2:3 (2:3)        | Harvestehuder THC                              | Barcelona Scheidsrechters: Francisco Vazquez Geoffroy van Elegem |
| 4' Christopher Proctor 9' Timothy Whiteman | Wedstrijdverslag | 25 (sc)', 29' Michael Korper 27' Tim Linsmeier | Barcelona Scheidsrechters: Francisco Vazquez Geoffroy van Elegem |

#### Groep E
| Team              | Gespeeld | W | G | V | DV | DT | DS | Pnt |
| ----------------- | -------- | - | - | - | -- | -- | -- | --- |
| Real Club de Polo | 2        | 2 | 0 | 0 | 6  | 1  | +5 | 10  |
| Surbiton HC       | 2        | 1 | 0 | 1 | 5  | 3  | +2 | 5   |
| SV Arminen        | 2        | 0 | 0 | 2 | 1  | 8  | –7 | 1   |

| 11 oktober 2013 09:30 UTC+2                                                      |                  |            |                                                              |
| Surbiton HC                                                                      | 5:0 (1:0)        | SV Arminen | Barcelona Scheidsrechters: Francisco Vazquez Georgios Makris |
| 22 (sc)' Matt Daly 48', 68 (sc)' Alan Forsyth 60' Michael Watt 61' James Tindall | Wedstrijdverslag |            | Barcelona Scheidsrechters: Francisco Vazquez Georgios Makris |

| 12 oktober 2013 12:00 UTC+2                      |                  |                       |                                                                |
| Real Club de Polo                                | 3:1 (2:1)        | SV Arminen            | Barcelona Scheidsrechters: Geoffroy van Elegem Moritz Meissner |
| 3', 16 (sb)' Roger Padrós 63 (sc)' Borja Llorens | Wedstrijdverslag | 11' Darius Rachwalski | Barcelona Scheidsrechters: Geoffroy van Elegem Moritz Meissner |

| 13 oktober 2013 12:00 UTC+2                            |                  |             |                                                           |
| Real Club de Polo                                      | 3:0 (2:0)        | Surbiton HC | Barcelona Scheidsrechters: Colin Hutchinson Michiel Otten |
| 20 (sc)' Borja Llorens 29 (sb)', 39 (sc)' Roger Padrós | Wedstrijdverslag |             | Barcelona Scheidsrechters: Colin Hutchinson Michiel Otten |

#### Groep F
| Team            | Gespeeld | W | G | V | DV | DT | DS | Pnt |
| --------------- | -------- | - | - | - | -- | -- | -- | --- |
| Club de Campo   | 2        | 1 | 1 | 0 | 3  | 2  | +1 | 7   |
| KHC Dragons     | 2        | 1 | 0 | 1 | 4  | 2  | +2 | 6   |
| HC Dinamo Kazan | 2        | 0 | 1 | 1 | 1  | 4  | -3 | 2   |

| 12 oktober 2013 17:00 UTC+2 |                  |                             |                                                             |
| HC Dinamo Kazan             | 1:1 (0:1)        | Club de Campo               | Barcelona Scheidsrechters: Colin Hutchinson Moritz Meissner |
| 61 (ed)' Matias Vila        | Wedstrijdverslag | 14 (ed)' Marat Gafarov (GK) | Barcelona Scheidsrechters: Colin Hutchinson Moritz Meissner |

| 13 oktober 2013 17:00 UTC+2 |                  |                                      |                                                      |
| KHC Dragons                 | 1:2 (0:1)        | Club de Campo                        | Barcelona Scheidsrechters: Michiel Otten Paul Walker |
| 64 (sc)' Loïck Luypaert     | Wedstrijdverslag | 20' Quique Gonzalez 59' Pepe Borrell | Barcelona Scheidsrechters: Michiel Otten Paul Walker |

| 13 oktober 2013 17:00 UTC+2 |                  |                                                                |                                                           |
| HC Dinamo Kazan             | 0:3 (0:2)        | KHC Dragons                                                    | Barcelona Scheidsrechters: Vincenzo Ilgrande Thomas Lingg |
|                             | Wedstrijdverslag | 26' Alvaro Iglesias 32 (sc)' Loïck Luypaert 62' Louis Rombouts | Barcelona Scheidsrechters: Vincenzo Ilgrande Thomas Lingg |

#### Groep G
| Team                | Gespeeld | W | G | V | DV | DT | DS | Pnt |
| ------------------- | -------- | - | - | - | -- | -- | -- | --- |
| Oranje Zwart        | 2        | 2 | 0 | 0 | 10 | 1  | +9 | 10  |
| WKS Grunwald Poznań | 2        | 1 | 0 | 1 | 5  | 5  | 0  | 5   |
| Kelburne HC         | 2        | 0 | 0 | 2 | 1  | 10 | –9 | 0   |

| 11 oktober 2013 14:30 UTC+2                                                                             |                  |             |                                                            |
| Oranje Zwart                                                                                            | 6:0 (2:0)        | Kelburne HC | Barcelona Scheidsrechters: Geoffroy van Elegem Paul Walker |
| 7' Jelle Galema 22 (sc)', 51 (sc)', 59 (sc)' Mink van der Weerden 21' Gabriel Dabanch 56' Thomas Briels | Wedstrijdverslag |             | Barcelona Scheidsrechters: Geoffroy van Elegem Paul Walker |

| 12 oktober 2013 14:30 UTC+2 |                  |                                                                        |                                                                |
| WKS Grunwald Poznań         | 1:4 (0:1)        | Oranje Zwart                                                           | Barcelona Scheidsrechters: Vincenzo Ilgrande Francisco Vazquez |
| 56 (sc)' Tomasz Dutkiewicz  | Wedstrijdverslag | 10' Thomas Briels 50' Gabriel Dabanch 54' Rob Reckers 68' Bob de Voogd | Barcelona Scheidsrechters: Vincenzo Ilgrande Francisco Vazquez |

| 13 oktober 2013 14:30 UTC+2                          |                  |                     |                                                        |
| WKS Grunwald Poznań                                  | 4:1 (1:0)        | Kelburne HC         | Barcelona Scheidsrechters: Moritz Meissner Paul Walker |
| 8', 57', 64' Artur Mikula 65 (sc)' Tomasz Dutkiewicz | Wedstrijdverslag | 51' Johnny Christie | Barcelona Scheidsrechters: Moritz Meissner Paul Walker |

#### Groep H
| Team               | Gespeeld | W | G | V | DV | DT | DS | Pnt |
| ------------------ | -------- | - | - | - | -- | -- | -- | --- |
| RC Bruxelles       | 2        | 2 | 0 | 0 | 9  | 3  | +6 | 10  |
| St Germain HC      | 2        | 0 | 1 | 1 | 4  | 6  | -2 | 3   |
| Dinamo Elektrostal | 2        | 0 | 1 | 1 | 5  | 9  | -4 | 2   |

| 25 oktober 2013 14:30 UTC+2                                       |                  |                                                           |                                                   |
| St Germain HC                                                     | 3:3 (1:2)        | Dinamo Elektrostal                                        | Lille Scheidsrechters: Ben Göntgen Vincent Clause |
| 17' Guillaume Deront 34' Pierre-Louis Verrier 68' Charles Verrier | Wedstrijdverslag | 6' Andrey Kuraev 48' Alexander Platonov 56' Dmitry Azarov | Lille Scheidsrechters: Ben Göntgen Vincent Clause |

| 26 oktober 2013 17:00 UTC+2                                                                                         |                  |                                         |                                                       |
| RC Bruxelles | 6:2 (4:1)        | Dinamo Elektrostal                      | Lille Scheidsrechters: Bart de Liefde Oliver Tarnoczi |
| 20 (sc)', 28 (sc)' Scott Tupper 22' Thibault Cornillie 33' John Dabin 46' Sukhpal Panesar 53 (sc)' Jonathan Beckers | Wedstrijdverslag | 9' Alexander Platonov 70' Dmitry Azarov | Lille Scheidsrechters: Bart de Liefde Oliver Tarnoczi |

| 27 oktober 2013 14:30 UTC+2 |                  |                                                              |                                                    |
| St Germain HC               | 1:3 (1:2)        | RC Bruxelles                                                 | Lille Scheidsrechters: Ben Göntgen Oliver Tarnoczi |
| 9 (sc)' Hugo Genestet       | Wedstrijdverslag | 1' Cédric Charlier 5 (sc)' Scott Tupper 53' Anthony Versluys | Lille Scheidsrechters: Ben Göntgen Oliver Tarnoczi |

### Ronde 2 (knock-outfase)
16 t/m 21 april 2014: Eindhoven, Nederland

#### Achtste finales
| 16 april 2014 11:30 UTC+2                                         |                  |               |                                                         |
| Club de Campo                                                     | 5:0 (2:0)        | St Germain HC | Eindhoven Scheidsrechters: Marcin Grochal Roel van Eert |
| 17 (sc)' Anton Boeckel 22', 50' Rodrigo Vila 55', 67' Alex Dávila | Wedstrijdverslag |               | Eindhoven Scheidsrechters: Marcin Grochal Roel van Eert |

| 16 april 2014 14:00 UTC+2 |                  |                    |                                                       |
| Harvestehuder THC         | 1:0 (1:0)        | Uhlenhorst Mülheim | Eindhoven Scheidsrechters: Hamish Jamson Paco Vazquez |
| 33 (sb)' Paul Pongs       | Wedstrijdverslag |                    | Eindhoven Scheidsrechters: Hamish Jamson Paco Vazquez |

| 16 april 2014 16:30 UTC+2                                                               |                  |                     |                                                            |
| HC Rotterdam                                                                            | 6:1 (3:0)        | WKS Grunwald Poznań | Eindhoven Scheidsrechters: Nathan Stagno Sebastien Duterme |
| 5', 12 (sc)', 70' Jeroen Hertzberger 14' Seve van Ass 59' Jeffrey Thys 69' Bas Campbell | Wedstrijdverslag | 50' Karol Majchrzak | Eindhoven Scheidsrechters: Nathan Stagno Sebastien Duterme |

| 16 april 2014 19:00 UTC+2                                                                                        |                  | |                                                        |
| SV Kampong | 5:6 (2:2, 2:1)   | KHC Dragons | Eindhoven Scheidsrechters: Martin Madden Jakub Mejzlik |
| 13' Thierry Brinkman 32' Robbert Kemperman Doelpunten in shootout Quirijn Caspers Robbert Kemperman Erik Bouwens | Wedstrijdverslag | 20' Maurice Dubois 40' Jerome Saeys Doelpunten in shootout Florent van Aubel Arthur van Doren Loick Luypaert Felix Denayer | Eindhoven Scheidsrechters: Martin Madden Jakub Mejzlik |

| 17 april 2014 11:30 UTC+2                                                                          |                  |                                     |                                                         |
| Real Club de Polo                                                                                  | 4:2 (3:0)        | Reading HC                          | Eindhoven Scheidsrechters: Marcin Grochal Martin Madden |
| 3' Roger Padrós Borrell 26' David Alegre Biosca 34' Manel Terraza Farré 69' Xavier Lleonart Blanco | Wedstrijdverslag | 49 (sc)' Andy Watts 64' Nick Catlin | Eindhoven Scheidsrechters: Marcin Grochal Martin Madden |

| 17 april 2014 14:00 UTC+2                                                                                     |                  |                                                                                 |                                                        |
| RC Bruxelles                                                                                                  | 5:4 (2:2, 2:1)   | Rot-Weiss Köln                                                                  | Eindhoven Scheidsrechters: Hamish Jamson Jakub Mejzlik |
| 26' Anthony Versluys 35' Thomas Vanneste Doelpunten in shootout Jérôme Truyens Andrin Rickli Jonathan Beckers | Wedstrijdverslag | 35', 42 (sc)' Marco Miltkau Doelpunten in shootout Mathias Müller Marco Miltkau | Eindhoven Scheidsrechters: Hamish Jamson Jakub Mejzlik |

| 17 april 2014 16:30 UTC+2                                              |                  |                               |                                                       |
| Waterloo Ducks                                                         | 4:3 (1:1)        | Beeston HC                    | Eindhoven Scheidsrechters: Nathan Stagno Paco Vazquez |
| 34', 43' Nicolas Vandiest 60 (sc)' Alexandre De Paeuw 64' Gilles Jacob | Wedstrijdverslag | 1', 66 (sc)', 69' Samuel Ward | Eindhoven Scheidsrechters: Nathan Stagno Paco Vazquez |

| 17 april 2014 19:00 UTC+2                                        |                  |               |                                                               |
| Oranje Zwart                                                     | 3:1 (1:1)        | Surbiton HC   | Eindhoven Scheidsrechters: Christian Blasch Sebastien Duterme |
| 2' Gabriel Dabanch 46' Rob Reckers 59 (sc)' Mink van der Weerden | Wedstrijdverslag | 13' Rob Moore | Eindhoven Scheidsrechters: Christian Blasch Sebastien Duterme |

#### Kwartfinales
| 18 april 2014 11:30 UTC+2 |                  |                                                                      |                                                            |
| Club de Campo             | 1:4 (0:1)        | Harvestehuder THC                                                    | Eindhoven Scheidsrechters: Martin Madden Sebastien Duterme |
| 65 (sc)' Ruben Mulder     | Wedstrijdverslag | 14', 64' Johan Björkman 67' Tobias Brockmann 70 (sc)' Michael Körper | Eindhoven Scheidsrechters: Martin Madden Sebastien Duterme |

| 18 april 2014 14:00 UTC+2                 |                  |                                                                                         |                                                           |
| Waterloo Ducks                            | 2:4 (2:1)        | RC Bruxelles                                                                            | Eindhoven Scheidsrechters: Roel van Eert Christian Blasch |
| 30 (sb)', 32 (sb)' Alexandre De Saedeleer | Wedstrijdverslag | 3' Aldo Dalla Palma 40' Anthony Versluys 43 (sc)' Scott Tupper 68 (sc)' Cédric Charlier | Eindhoven Scheidsrechters: Roel van Eert Christian Blasch |

| 18 april 2014 16:30 UTC+2 |                  |                   |                                                       |
| HC Rotterdam              | 0:1 (0:1)        | KHC Dragons       | Eindhoven Scheidsrechters: Nathan Stagno Paco Vazquez |
|                           | Wedstrijdverslag | 29' Felix Denayer | Eindhoven Scheidsrechters: Nathan Stagno Paco Vazquez |

| 18 april 2014 19:00 UTC+2                                     |                  |                                     |                                                         |
| Oranje Zwart                                                  | 3:1 (0:0, 0:0)   | Real Club de Polo                   | Eindhoven Scheidsrechters: Marcin Grochal Hamish Jamson |
| Doelpunten in shootout Jelle Galema Sander Baart Bob de Voogd | Wedstrijdverslag | Doelpunten in shootout David Alegre | Eindhoven Scheidsrechters: Marcin Grochal Hamish Jamson |

#### Halve finales
| 20 april 2014 11:00 UTC+2                                |                  |                                    |                                                         |
| Harvestehuder THC                                        | 3:2 (0:2)        | RC Bruxelles                       | Eindhoven Scheidsrechters: Roel van Eert Marcin Grochal |
| 53 (sc)' Tobias Hauke 55' Xaver Hasun 64' Michael Körper | Wedstrijdverslag | 7 (sc)', 35 (sc)' Jonathan Beckers | Eindhoven Scheidsrechters: Roel van Eert Marcin Grochal |

| 20 april 2014 14:00 UTC+2 |                  |                                                                    |                                                           |
| KHC Dragons               | 0:3 (0:1)        | Oranje Zwart                                                       | Eindhoven Scheidsrechters: Christian Blasch Martin Madden |
|                           | Wedstrijdverslag | 35' Jelle Galema 41 (sc)' Mink van der Weerden 53' Gabriel Dabanch | Eindhoven Scheidsrechters: Christian Blasch Martin Madden |

#### 3/4e plaats
| 21 april 2014 12:00 UTC+2 |                  |                            |                                                       |
| RC Bruxelles              | 1:2 (1:1)        | KHC Dragons                | Eindhoven Scheidsrechters: Jakub Mejzlik Paco Vazquez |
| 20 (sc)' Andrin Rickli    | Wedstrijdverslag | 16', 68' Florent van Aubel | Eindhoven Scheidsrechters: Jakub Mejzlik Paco Vazquez |

#### Finale
| 21 april 2014 14:30 UTC+2                                                                                         |                  |                                                                                   |                                                        |
| Harvestehuder THC                                                                                                 | 5:3 (2:2, 0:1)   | Oranje Zwart                                                                      | Eindhoven Scheidsrechters: Hamish Jamson Nathan Stagno |
| 42' Nicolas Spooner 53 (sc)' Michael Körper Doelpunten in shootout Paul Pongs (sb) Benjamin Stanzl Michael Körper | Wedstrijdverslag | 35 (sc)' Mink van der Weerden 50' Rob Reckers Doelpunten in shootout Jelle Galema | Eindhoven Scheidsrechters: Hamish Jamson Nathan Stagno |